# Leticia Pimenta
Letícia Cincinato Pimenta – brazylijska zapaśniczka walcząca w stylu wolnym. Brązowa medalistka mistrzostw Ameryki Południowej w 2019 roku.
Jej siostra Larissa jest judoczką, medalistką MŚ i igrzysk panamerykańskich.